# Бадді Мерфі
Мет'ю Адамс (англ. Matthew Adams, нар. Мельбурн, Вікторія, Австралія) — професійний австралійський реслер. Виступає на підготовчому майданчику NXT, де володіє поясом Чемпіона NXT у командних змаганнях.
17 березня 2013 року уклав угоду розвитку з WWE. Згодом після цього відправився на арену NXT.

## Реслінг
- Фінішери
  - Як Мерфі
    - Murphy's Law

  - Як Метт Сілва
    - Lights Out
    - Silva Breaker
- Улюблені прийоми
  - Як Метт Сілва
    - Silva Shock
    - Silva Star Press
    - Silva Bullet
- Менеджер
  - «Алекса Блісс»
- Музичний супровід
  - «Robot Rock» від Daft Punk (незалежні терени)
  - «Action Packed» від Kosinus (NXT; використовується як частина команди з Веслі Блейком)

## Здобутки та нагороди
- Ballarat Professional Wrestling 
  - BPW Heavyweight Championship (1 раз)
- Melbourne City Wrestling
  - MCW Heavyweight Championship (1 раз)
- Professional Championship Wrestling
  - PCW State Championship (1 раз)
- WWE
  - NXT Tag Team Championship (1 раз) — з Веслі Блейком